# Alus-Pölläkkä
Alus-Pölläkkä är en sjö i kommunen Kuopio i landskapet Norra Savolax i Finland. Sjön ligger 81,9 meter över havet. Den är 17,52 meter djup. Arean är 54 hektar och strandlinjen är 4,16 kilometer lång. Sjön  ingår i Vuoksens huvudavrinningsområde.   Den ligger omkring 26 kilometer öster om Kuopio och omkring 350 kilometer nordöst om Helsingfors. 